# Joseph Barbato
Joseph Barbato (Bastia, 11 agosto 1994) è un calciatore francese, attaccante del Lupinu.

## Carriera
Nella stagione 2011-2012 ha debuttato da professionista col Bastia giocando una partita in seconda serie. Nella stagione successiva debutta in Ligue 1 giocando 5 partite. Successivamente ha giocato nelle serie minori francesi.